# Reagens
Reagens je tvar ili otopina koja u kemijskoj reakciji služi za dokazivanje, mjerenje ili ispitivanje neke druge tvari. To može biti neki kemijski spoj (npr. škrob) ili smjesa (npr. Fehlingov reagens). Reagensi se čuvaju u reagens bocama (s prozirnim ili tamnim staklom ako je reagens osjetljiv na svjetlost).
Reagensi kojima dokazujemo prisutnost druge tvari najčešće mijenjaju boju u doticaju s tom tvari, što je slučaj kod bakrova (II) sulfata (u doticaju s vodom promijeni boju iz bijele plavu):
CuSO4+5H2O → CuSO4·5H2O

Postoje reagensi različite čistoće:
| NAZIV       | OZNAKA  | OPIS                 |
| ----------- | ------- | -------------------- |
| Tehnički    | tehn.   | Za tehničke svrhe.   |
| Purum       | pur.    | Čisto.               |
| Purissimum  | puriss. | Naročito čisto.      |
| Pro-analysi | P.a.    | Za analitičke svrhe. |

Tako se u analitičkoj kemiji koriste reagensi s oznakom p.a. (Pro-analysi) koja označuje da količina nečistoće sadržana u reagensu neće utjecati na rezultate kemijske analize.
S reagensima uvijek treba rukovati oprezno.